# آزادراه ام۴۹

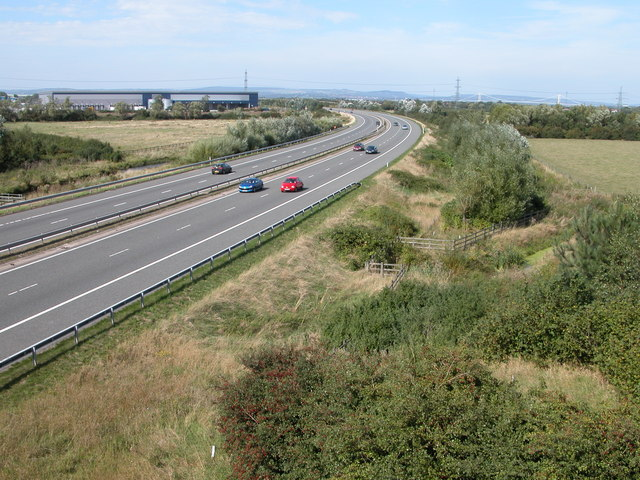
آزادراه ام۴۹

آزادراه ام۴۹ (به انگلیسی: M49 motorway) یک آزادراه در کشور انگلستان است.
این آزادراه که از شهر واتفورد گپ شروع میشود، ۸ کیلومتر (۵ مایل) مسافت دارد و از شهرهای چپستاو، نیوپورت، کاردیف و بریستول عبور میکند.